# Шаховской, Дмитрий Михайлович (скульптор)
Дмитрий Михайлович Шаховской  (24 января 1928, Сергиев, Московская губерния — 28 июля 2016, Москва) — советский и российский скульптор, педагог, академик Российской академии художеств (2012). Лауреат Государственной премии Российской Федерации (1995) и премии Совета министров СССР (1984).

## Биография
Родился в семье священника Михаила Владимировича Шика, автора литературных трудов, расстрелянного в 1937 году; мать — урожденная княжна Наталья Дмитриевна Шаховская, историк и литератор.
Всю жизнь жил в Москве. В юности общался в среде художников.
Образование получил в Московском художественно-промышленном училище (1942—1947), в Институте прикладного и декоративного искусства (1947—1952) и в Ленинградском высшем художественно-промышленном училище им. В. И. Мухиной (1952—1953). Учился у В. И. Дерунова, А. А. Дейнеки, Б. Н. Ланге.
Член Союза художников СССР с 1955 года.
В 1973—1974 годах преподавал в Московском архитектурном институте.
Похоронен на Троекуровском кладбище.

## Семья
- Дед — купец третьей гильдии Вольф Меерович Шик (1861—1938), уроженец Шклова; бабушка — Гизелла Яковлевна Шик (в девичестве Егер, 1866—1952).
- Старший брат — Сергей Михайлович Шик (1922—2018), геолог.
- сестра — Мария Михайловна Шик (1924—2014), микробиолог.
- сестра — Елизавета Михайловна Шик (1926—2014), геолог[4].
- младший брат — Николай Михайлович Шаховской (1931—2005), астроном[5]

## Труды

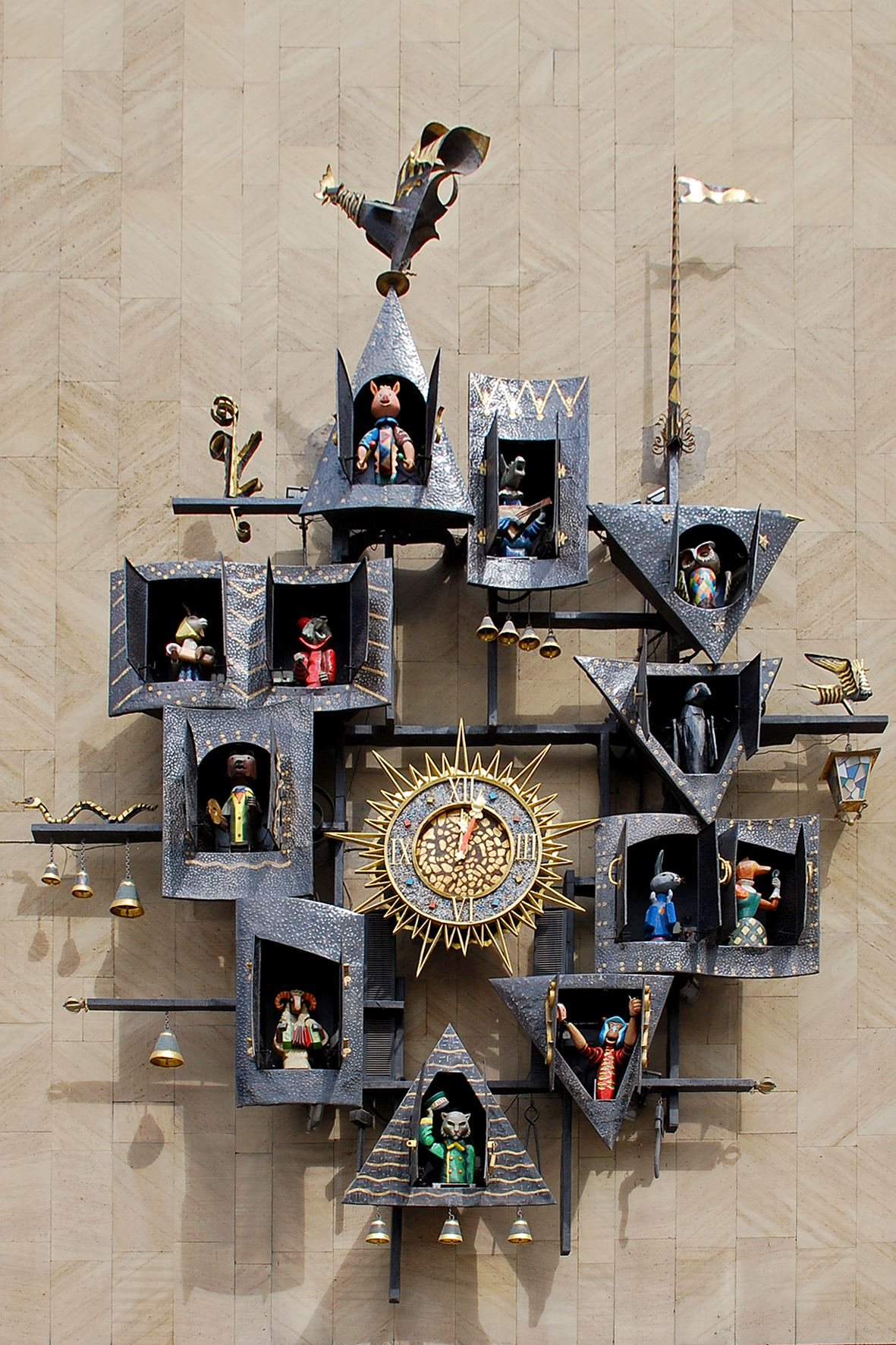
Часы на Театре кукол

Основное место в творчестве Дмитрия Шаховского принадлежит монументально-декоративной скульптуре. В числе его работ в разных местах России:
- часы на фасаде Центрального театра кукол имени С. В. Образцова в Москве,
- декоративные металлические двери с витражами, Механическая скульптура "Качал-Палван" в Республиканском театре кукол (ныне-Национальный театр кукол) в Ташкенте,
- фасад Музыкально-драматического театра в Кызыле (Тува),
- деревянный иконостас в храме Митрофания Воронежского в Москве,
- памятник поэту Осипу Мандельштаму в Москве,
- каменная алтарная преграда в церкви Спаса Преображения в Тушине,
- деревянный храм Новомучеников и исповедников Российских в Бутове (Москва) на месте массовых расстрелов 1930-х годов.

Его произведения находятся в музейных собраниях России и зарубежных коллекциях.